# Fomepizol
Fomepizol čili 4-methylpyrazol je organická sloučenina indikovaná jako antidotum při otravě methanolem a ethylenglykolem nebo podezření na ně. Lze ho použít samostatně nebo v kombinaci s hemodialýzou. Mimo lékařské použití se studuje také role 4-methylpyrazolu v koordinační chemii.

## Lékařské použití
Fomepizol je kompetitivní inhibitor alkoholdehydrogenázy, enzymu, který katalyzuje počáteční fázi metabolismu ethylenglykolu a methanolu na jejich toxické metabolity.
- Ethylenglykol se metabolizuje nejprve na glykolaldehyd, který podléhá další oxidaci na glykolát, glyoxylát a oxalát. Právě glykolát a oxalát jsou primárně odpovědné za metabolickou acidózu a poškození ledvin, které se objevují u otravy ethylenglykolem.
- Methanol se metabolizuje nejdřív na formaldehyd, který se následně oxiduje formaldehyddehydrogenázou na kyselinu mravenčí.[6] Kyselina mravenčí je hlavním původcem metabolické acidózy a poruch zraku u otravy methanolem.
- Současné použití fomepizolu s ethanolem (který je obdobně účinkujícím antidotem u stejných otrav) je kontraindikováno, protože fomepizol prodlužuje biologický poločas ethanolu.

Při použití jako antidotum u případů otravy methanolem nebo ethylenglykolem se fomepizol podává injekčně. Komerční výrobek Antizol obsahuje 1 500 mg fomepizolu v ampulce o objemu 1,5 ml.

## Farmakokinetika

### Absorpce a distribuce
Fomepizol se rychle rozšiřuje do vody v celém těle. Objem distribuce je 0,6 až 1,02 l/kg. Terapeutická koncentrace je 8,2–24,6 mg/l (100–300 μmol/l). Špičková koncentrace po jednorázové orální dávce je 7–50 mg/kg a je dosažena za 1 až 2 hodiny. Poločas je závislý na dávce a proto se nevypočítává.

### Metabolismus a eliminace
Metabolismus probíhá v játrech. Primárním metabolitem je 4-karboxypyrazol (přibližně 80 až 85 % z podané dávky). Dalšími metabolity jsou 4-hydroxymethylpyrazol a N-glukuronidové konjugáty 4-karboxypyrazolu a 4-hydroxymethylpyrazolu.
Po opakovaných dávkách fomepizol rychle vyvolává svůj vlastní metabolismus pomocí smíšeného oxidázového systému cytochromu P450.
U zdravých dobrovolníků se 1–3,5 % podané dávky vylučuje nezměněných močí. Metabolity se rovněž vylučují nezměněny močí. Fomepizol je dialyzovatelný.